# 真空チューブ列車

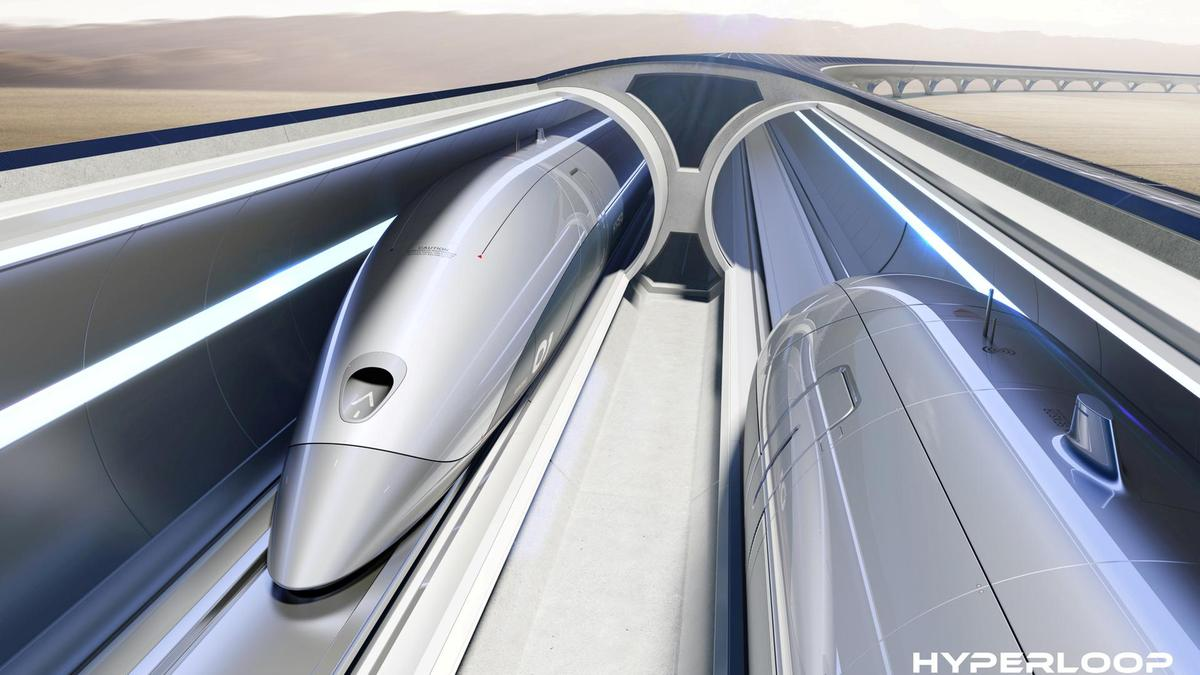
真空チューブ列車の想像図

真空チューブ列車（しんくうチューブれっしゃ、英: Vactrain(英語)）は、内面が滑らかなチューブを空中、地下または海底に設置し、中を真空にして摩擦力と空気抵抗をゼロに近づけることにより、地球の重力や最小限のエネルギー付加によって物資を輸送するシステム。真空チューブ鉄道、真空チューブ輸送、真空列車ともいう。

## 概要
物体は、摩擦力や空気抵抗がゼロになれば、エネルギー保存の法則と慣性の法則により、起動時に付加されたエネルギーのみで永遠に動き続ける。本輸送システムの発想はここから生まれた。
起動時のエネルギー付加の方法としては、リニアモーター、圧縮空気、ロケットエンジンなどの起動力を用いるほか、地球の重力を利用する方法も考えられている。

### 地球の重力を用いる方法の原理
地球上の物体は、すべて地球の重力により位置エネルギーを持っており、地球中心より離れるほど（つまり高い場所にあるほど）大きな位置エネルギーを持っている。高い場所と低い場所の位置エネルギーの差は、その間を移動する運動エネルギーに等しい。すなわち、
 （高い場所の位置エネルギー）＝（低い場所の位置エネルギー）＋（高い場所と低い場所を移動する運動エネルギー） 
となる。よって、低い場所から高い場所へ移動するには、物体にその差分の運動エネルギーを付加しなければならないことになる。
一方、高い場所から低い場所へ移動するには、地球の重力により落下するという現象により、自然に運動エネルギーが付加される。摩擦力や空気抵抗をなくしてこの運動エネルギーを過不足なく利用できれば、その物体はまた同じ高さの場所へ戻れるはずである。
この原理を利用したのが地球の重力を利用する方法であり、チューブをV字型にすれば、加速時は列車の重み（地球の重力）で坂を下り、これにより得た運動エネルギーを使用して坂を上って同じ高さへ戻ることを繰り返し、人工的なエネルギー付加が不要となる。
ただし、現実にはチューブと列車の接触が避けられず摩擦力をゼロにするのは不可能なため、坂を上っても列車が同じ高さに戻ることはできない。よって、上り坂をリニアモーター等で引き上げる方法も考えられた。

## 各国の歴史
イギリスではイザムバード・キングダム・ブルネルの指導の下に1847年から真空チューブ列車の試験を行い、1848年の2月から9月まで運行されたが、管のシールやその他の問題で通常の蒸気機関の3倍近い費用がかかったため成功しなかった。

19世紀後半以前より、アメリカ大陸とブリテン島を結ぶ大西洋のトンネル建設の提案が存在した。このアイディアはドイツの小説家、ベルナルド・ケラーマン(Bernhard Kellermann) の書いた『Der Tunnel（邦題：トンネル）』で提案された。この作品は1933年にドイツで映画化され、さらに1935年、イギリスで『Transatlantic Tunnel』という題名でリメイクされた。
1870年代、アメリカのマンハッタンでウォーレン通りからマレー通りまでを空気圧式の真空管を使った有人の乗り物で繋ぐという試みが行われた。
現在の真空列車の概念は空中に設置されたチューブ内を磁気浮上式リニアモーターが走るというもので、アメリカの技術者ロバート・ゴダードが大学生時代に詳細な試案を1910年代に創始したものである。ゴダードは1945年に死去するが、死後発見された彼の案によればこの列車はボストンからニューヨークまで時速1,600kmで走り12分で到着するというものであった。

### ソルターの提案
真空列車については、その主要な提唱者であるランド研究所所員ロバート・ソルター（Robert M.Salter）が1970年代に発表したものがあり、彼は1972年に詳細な記事を書いて1978年に再発表した。彼は詳細として、当時のアメリカ政府が利用可能な技術を利用してチューブ内を走る列車が構築できるはずであると楽観的に話した。しかしその時点ではリニアモーターカーはまだ開発されておらず、ソルターは鉄の車輪で建設をすることを提案していた。
深い地下内に設置されたチューブ内は扉が開放され、真空状態であるチューブ内を空気が後ろから列車を押すことにより列車を加速させ、巡航速度に達すると今度は重力を用いてさらに加速させることになっていた。その後、巡航速度まで達した列車は前で希薄になっている空気を入れることによりその速度を抑えて減速することになっていた。また駅には空気ポンプが設置されて列車とチューブの隙間や摩擦などで失われる空気圧を補充することになっており、列車自体に動力が必要ではなかった。その後修正されたこの重力と大気を用いた列車案は、エネルギーの消費は無いが亜音速が限界であった。そのため大陸横断するよりも数十から数百マイルを走るのに適しており、最初のルートも提案された。
列車には連結器が存在せず各々の車両が密接するようになっており、路線は鋼を用いる関係上簡単に曲線を作るわけにいかなかったため直線で作ることを求められていた。終点では列車は側線に入れられ終点の空間へ移されることになり、路線は列車が通るチューブとさらに外側にトンネルを持つことになっていた。そのトンネルには水が投入されてチューブの高さを調整し、このトンネル内の水は列車が巡航速度で走れる高さへチューブを保つことになっていた。また、この水による高さ調節は減速する際にも用いられることになっていた。
路線としてはボスウォッシュルートが提案され、9つの駅（ワシントンD.C.、メリーランド州、デラウェア州、ペンシルベニア州、ニューヨーク州、ロードアイランド州、マサチューセッツ州にそれぞれ1つずつ、コネティカット州には2つ）が提案された。また通勤列車としてサンフランシスコからニューヨーク間の案があり、より長いチューブとより重い列車を使用することになっていた。さらに、ニューヨーク市内では3本の路線を建設することになっており、バビロン、パターソン、ハンディングトン、エリザベス、ホワイト・プレインズ、セントジョージへそれぞれ駅が作られる予定であった。
ソルターは、それらのシステムで陸上輸送や航空機による輸送手段を置き換えることにより大気汚染などの環境破壊を抑えることになると指摘した。ソルターは最深度高速鉄道（チューブシャトル）をアメリカの「次世代への論理的ステップ」と呼んだが、結局この案は採用されることはなかった。
これらのレポートが発表されたとき、すでに日本において新幹線が高速列車の例として走っていたためアメリカの国威として問題であり、また磁気浮上式鉄道は当時最先端の技術であった。
アメリカン・プレーントラン社 (The American Planetran) はアメリカ合衆国内で大陸横断地下鉄を建設、ロサンゼルス－ニューヨーク間を1時間で結ぶことを発表した。トンネルは数百フィートの深さに固定状態で埋められることになっており、建設にはアライメントを確実にするためにレーザーを使用、またタングステンを用いて火成岩を溶かすことになっていた。
トンネルは抗力を最小限に抑えるため、部分的に真空を維持するようになっていた。平均速度は時速4,800kmで、乗客は1.4Gにおよぶ加速度を受けるため、それに合わせて回転する客室を利用することが必要であった。しかし巨額な建設費（1兆米ドル以上）がかかることから、結局ソルターの提案が実行されなかったのと同様に中止となった。

### 近年の取り組み
フランク・デービッドにより最近提案された真空列車は英仏海峡トンネルプロジェクトの初期メンバーと日本の技術者（Yoshihiro Kyonati ?）らにより海底にチューブを浮かせてそれをケーブルで固定するもので、チューブは海流など水の動きを避けるために海面下300mに置くという案である。
真空化されたチューブ、もしくはトンネルの中をリニアモーターカーが走るというものについては、ディスカバリーチャンネルの番組『エクストリーム・エンジニアリング』の「トランスアトランティック・トンネル（大西洋間トンネル）」の回で放送した。それによると、大陸横断、大陸間横断のルートとして地下鉄ネットワークを形成し、それに真空列車を使用する。速度はマッハ5から6を想定しており、地下深くに建設され、加速には重力も利用することにより、ロンドン-ニューヨーク間が航空機よりも早く輸送できるようになるとのことである。
中国では、最高時速4,000kmの真空リニア列車「高速飛車」を2020～2030年の実用化を目指して開発中である。

### イーロン・マスクのハイパーループ
2013年、アメリカの起業家イーロン・マスクが減圧チューブ内に空気浮上式の乗用ポッドを走らせる新たな交通機関、ハイパーループを発表した。マスク自身はハイパーループの開発を行わず、オープンソース化された情報をもとに様々な企業が開発を担っている。

## 日本における歴史

### ロケット列車の実験
1949年（昭和24年）に「音速滑走体」と名付けられた構想が発表。戦時中に四式重爆撃機の開発を担当し、当時、名城大学の理工学部教授（のち学長）だった小沢久之丞により、真空チューブ内にロケットを走らせるという「ロケット列車」の実験が、1959年（昭和34年）から10年以上にわたり実施された。実験で使用した車体は全長1m、直径8cm、重さ6.7kg、ニトログリセリンによるロケットエンジン搭載というもので、1970年（昭和45年）の実験ではミドリガメとカエルを乗せて1,600mを3秒で滑走し、計算上の時速2,500kmという記録を出した。
これは、東京～大阪間を7分で走り抜ける速度である。ただし実用化のためには走行時の加速の際の加速度対策をとらないと約30Gの重力がかり、内臓破裂で死亡するとも言われるという困難な課題があり、資金面や騒音なども未解決のまま小沢の死去により開発は終了した。また、あまりの高速で安全に止まれないなどの問題があり、実際に一回目の実験では止まりきれずに脱線、四散したため乗せていたミドリガメは死に、1972年（昭和47年）の実験ではミドリガメとカエルは生還した。
小沢教授は地中や水中に真空チューブを設置して、その中を飛行機並みの速度で乗り物を走らせれば、交通問題の解決に寄与すると考えていた。
かつて大阪の弁天町の交通科学博物館に模型が展示されていた。

### SF作家たちの評価
世界各国のSF作家たちが日本に集まり「空想的交通論」という主題で公開の討論会が開催された。その中で名城大学に赴く機会があり、SF作家たちが音速滑走体を目にした。
星新一は飛行機と比べて墜落や衝突やハイジャックの危険がないことを評価した。
ブライアン・オールディスはこれを「カミカゼ・トレイン」と呼んだ。
アーサー・C・クラークは、地下交通には騒音の心配がないことを評価したほか、将来的にはトンネルの掘削にケミカル・レーザーが使用されるだろうと予測した。

### 減圧トンネル
日本では、主にエネルギー削減の方向から2000年頃と2014年頃に、0.5気圧程度にトンネル内を減圧する検討がなされた。
敷設コスト、運用コスト共にこの方法であればコスト削減される試算が出された。検討としては、60kmの距離を中間駅無しで3両連結の列車を5分間隔で走らせるとした。時速450kmであればコスト面から鉄輪リニアが、時速700kmであれば加速減速性能の面から磁気浮上リニアが、それぞれ検討された。

### 今後の見通し
真空チューブ列車は、1960年代から1970年代の児童向けの図鑑には「未来の鉄道」として掲載されていたが、現在に至っても大断面チューブの強度や真空を保持する方法、安全性、さらに駅部などの「真空ではない空間」との取り合い等技術的な課題が山積しており、今のところ実現の見込みは立っていない。

### その他
2006年（平成18年）5月14日閉館の東京・万世橋の交通博物館には、リニアモーターカーの模型とともにこの真空チューブ列車の簡単な模型があり、ボタンを押して動かすことができた。

## 架空の世界
真空列車はSFの世界に登場する。
- 『Rescue Party（邦題：太陽系最後の日）』（1946年刊）：アーサー・C・クラーク
- 『The Night's Dawn Trilogy』（三部作）：ピーター・F・ハミルトン
- 『Buying Time』：ジョー・ホールドマン
- 『A World out of Time（邦題：時間外世界）』（1976年）：ラリー・ニーヴン
- 『Friday（邦題：フライデイ）』（1984年）：ロバート・A・ハインライン
- 『Elleander Morning（邦題：エリアンダー・Mの犯罪）』（1985年）：ジェリー・ユルスマン
- 「Thursday Next（邦題：サーズデイ・ネクスト）シリーズ」：ジャスパー・フォード
- 「フラッシュ・ゴードンシリーズ」（コミック）
- 『Logan's Run（邦題：2300 年未来への旅）』（映画）
- 『Fahrenheit 451 (邦題 : 華氏451度)』(1953年) : レイ・ブラッドベリ

また、TVシリーズ『SPACE:1999（邦題：スペース1999）』では月の真空列車を描いており、映画『Star Trek: The Motion Picture（邦題：スタートレック ）』（1979年）において23世紀のサンフランシスコにある真空列車を描いている。また、ジーン・ロッデンベリーが初期に製作したTV番組、『Genesis II』、『Planet Earth』でも真空列車が登場している。類似した輸送システムについてはドナルド・フェイゲンが1982年に製作したアルバム『The Nightfly（ナイトフライ）』の「I.G.Y.(International Geophysical Year、国際地球観測年)」が1950年代の技術的理想的ユートピアを集約する中にも登場している。